# Ardisia premontana
Espèce
Statut de conservation UICN

 VU D2 : Vulnérable
Ardisia premontana est une espèce de plantes à fleurs de la famille des Primulaceae, originaire de l'Équateur et du Pérou.

## Classification
Cette espèce a été décrite en 1996 par le botaniste John J. Pipoly (1955-). L'épithète spécifique premontana signifie « prémontagneuse ».
En classification phylogénétique APG III (2009), l'espèce fait partie de la famille des Primulaceae. En classification classique de Cronquist (1981) et en classification phylogénétique APG II (2003), le genre Ardisia était assigné à la famille des Myrsinaceae.

## Répartition géographique
Cette espèce est originaire de l'Équateur et du Pérou.